# Nelson J. Leonard
Nelson Jordan Leonard (* 1. September 1916 in Newark (New Jersey); † 9. Oktober 2006) war ein US-amerikanischer Chemiker (Organische Synthese, Bioorganische Chemie).
Leonard studierte an der Lehigh University mit dem Bachelor-Abschluss in Chemie 1937, war Rhodes-Scholar an der Universität Oxford, wo er 1940 einen B. Sc. erhielt, und wurde 1942 an der Columbia University in Organischer Chemie bei Robert C. Elderfield promoviert. Thema der Dissertation war Struktur und Teil-Synthese von Alstonin, einem natürlichen Alkaloid, das Verwendung in Medikamenten gegen Malaria fand (Alstonia alkaloids. I. Degradation of alstonine to [beta]-carboline bases and the reduction of tetrahydroalstonine with sodium and butyl alcohol). Als Post-Doktorand war er bei Roger Adams an der University of Illinois at Urbana-Champaign, wo er sich mit Greiskräuter-Alkaloiden befasste. Im Zweiten Weltkrieg war er in einer Gruppe, die das Anti-Malaria-Mittel Chloroquin synthetisierte und produzierte (unter Harold R. Snyder, Charles C. Price). 1945/46 war er im Auftrag der FIAT in Europa (Aufklärung der wissenschaftlichen Forschung bei den besiegten Achsenmächten im Zweiten Weltkrieg). Danach kehrte er an die University of Illinois zurück und wurde dort Assistant Professor und später Professor (Reynold C. Fuson Professor). 1986 emeritierte er.
Er befasste sich intensiv mit verschiedenen Wachstumsfaktoren bei Pflanzen (in Zusammenarbeit mit dem Pflanzenphysiologen Folke Skoog von der University of Wisconsin). Teilweise mit Gregorio Weber entwickelte er mit fluoreszierenden Stoffen markierte Nukleinsäuren und  er entwickelte künstliche DNA und RNA Derivate. Zuletzt befasste er sich auch mit Struktur und Synthese von Cytokinen.
Er war Mitglied der National Academy of Sciences, der American Academy of Arts and Sciences (1961) und der American Philosophical Society. Er erhielt den Arthur C. Cope Scholar Award, 1963 den American Chemical Society Award for Creative Work in Synthetic Organic Chemistry und den Roger Adams Award. 1983 erhielt er einen Ehrendoktor (D. Sc.) in Oxford und drei weitere Ehrendoktor-Titel.
1991 war er Sherman Fairchild Scholar am Caltech und er war Guggenheim Fellow und ab 1992 Faculty Associate am Caltech. Er war Herausgeber von Organic Syntheses. Er veröffentlichte über 400 Arbeiten.
1943 bis 1955 trat er auch als Solokünstler (Bassbariton) in Chorwerken auf, unter anderem mit den Symphonieorchestern von Chicago, St. Louis, Cleveland.
Er war zweimal verheiratet, in erster Ehe seit 1947 mit der Niederländerin Louise Vermey (gestorben 1987), und hatte eine Tochter und drei Söhne.